# Ennio Morricone
Ennio Morricone (10 tháng 11 năm 1928 - 6 tháng 7 năm 2020) là một nhạc sĩ, nhà chỉ huy dàn nhạc, hòa âm và cựu nhạc công kèn trumpet người Italia. Ông nổi tiếng là tác giả của hơn 500 nhạc cho phim nhựa và truyền hình cũng như rất nhiều tác phẩm nhạc cổ điển. Sự nghiệp của ông gắn liền với nhiều thể loại âm nhạc, đưa ông trở thành một trong những nhạc sĩ đa năng, sản xuất nhiều nhất và có ảnh hưởng nhất trong lịch sử âm nhạc. Âm nhạc của Morricone từng được sử dụng trong hơn 60 bộ phim giành giải thưởng quốc tế.
Ông từng sản xuất hơn 100 tác phẩm nhạc cổ điển từ năm 1946 tới nay qua phong cách nhạc nguyên chất của mình. Cuối những năm 1950, ông thành công với việc phụ trách sáng tác hòa âm cho hãng RCA. Ông biên tập dàn nhạc cho hơn 500 ca khúc và hợp tác sản xuất cùng những nghệ sĩ như Paul Anka, Chet Baker và Mina. Tuy nhiên, Morricone thực sự có được nhiều tiếng tăm khi tham gia viết và hòa âm nhạc phim trong những năm 1960–75 cho các bộ phim của các đạo diễn Italia như Sergio Leone, Duccio Tessari và Sergio Corbucci, bao gồm những bộ phim như Dollars Trilogy, A Pistol for Ringo, The Big Gundown, Once Upon a Time in the West, The Great Silence, The Mercenary, A Fistful of Dynamite và My Name is Nobody.
Trong thập niên 60 và 70, Morricone cộng tác với nhiều đạo diễn như Gillo Pontecorvo qua bộ phim The Battle of Algiers, Bernardo Bertolucci mà ông đã tạo nên bộ phim nổi tiếng năm 1967 Novecento, ngoài ra còn có Henri Verneuil, Pier Paolo Pasolini, Mauro Bolognini, Dario Argento và Elio Petri. Morricone sáng tác cho rất nhiều thể loại phim khác nhau, từ phim hài, bi kịch cho tới phim hành động kinh dị và cả phim sử thi. Ông có được nhiều thành công về mặt thương mại, có thể kể tới ca khúc "The Ecstasy of Gold" là giai điệu chính cho bộ phim kinh điển The Good, the Bad & the Ugly, album A Man with Harmonica, ca khúc phản chiến "Here's to You" được hát bởi Joan Baez và ca khúc "Chi Mai". Trong khoảng từ năm 1964 tới năm 1980, ông chơi trumpet và sáng tác cho nhóm avant-garde Il Gruppo. Sau đó, Morricone trực tiếp viết ca khúc chủ đề cho World Cup 1978 tại Argentina.
Kể từ năm 1977, sự nghiệp của Morricone đã sang trang mới khi ông được cộng tác với những đạo diễn hàng đầu của Hollywood và tạo nên những bộ phim xuất sắc của lịch sử điện ảnh Mỹ. Danh sách này có thể kể tới John Carpenter, Brian De Palma, Barry Levinson, Mike Nichols và Oliver Stone. Ông là người phụ trách nhạc phim cho nhiều bộ phim đoạt giải Oscar như Days of Heaven, The Mission, The Untouchables, Cinema Paradiso và Bugsy. Rất nhiều bộ phim nổi tiếng khác cũng được ông viết nhạc như Exorcist II: The Heretic, The Thing, Casualties of War, In the Line of Fire, Disclosure, Wolf, Bulworth, Mission to Mars và Ripley's Game. Trong những năm 80 và 90, Morricone còn cộng tác với cả các đạo diễn châu Âu. Các sáng tác của ông trong La Cage aux Folles, Le Professionnel, Once Upon a Time in America và ¡Átame! đều là những giai điệu xuất sắc. Ông cũng viết nhạc cho rất nhiều chương trình truyền hình, có thể kể tới Moses the Lawgiver, La Piovra, The Secret of the Sahara, Marco Polo và Nostromo. Phải tới năm 2016, Morricone mới có được Giải Oscar cho nhạc phim hay nhất cho bộ phim The Hateful Eight của Quentin Tarantino.
Morricone có tình đồng nghiệp và bằng hữu lâu dài với đạo diễn Giuseppe Tornatore, người từng cộng tác với ông trong bộ phim Cinema Paradiso (1988). 2 người sau đó còn có nhiều bộ phim đoạt giải quốc tế như Legend of 1900, Malèna, La Sconosciuta và gần đây nhất là Baarìa (2009) và The Best Offer (2013). Ngoài ra, ông còn viết nhạc cho serie phim truyền hình Karol: The Pope, The Man cùng với The End of a Mystery, 72 Meters và Fateless. Trong những năm 2000, nhạc của Morricone tiếp tục được sử dụng trong nhiều bộ phim đình đám như The Sopranos, The Simpsons và trong hàng loạt phim của Quentin Tarantino bao gồm Kill Bill, Death Proof, Inglourious Basterds và Django Unchained.

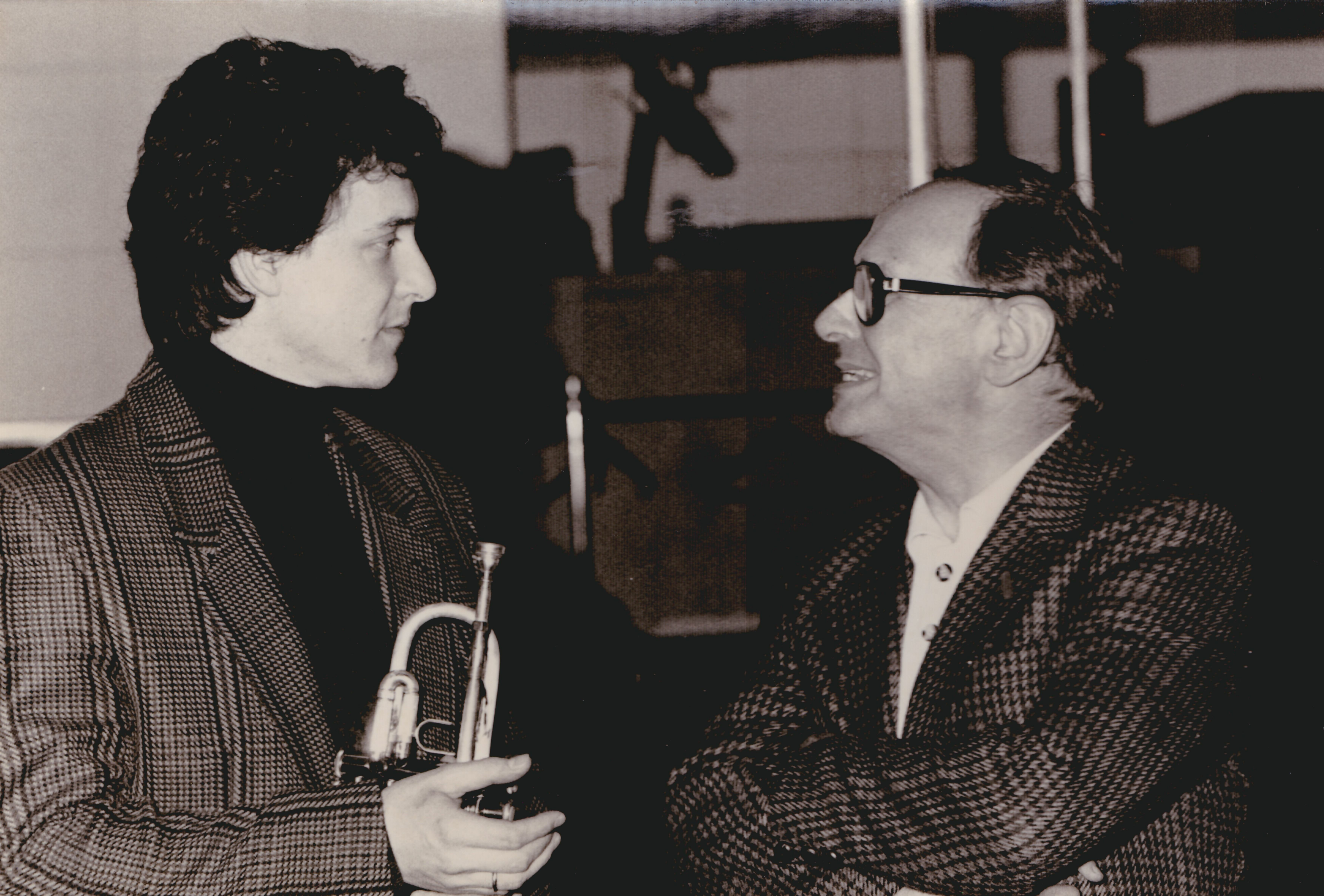
Ennio Morricone với người bạn và cộng tác viên thổi kèn Mauro Maur trong phòng thu âm "Forum Studios" ở Rome

Ông cũng là người chỉ huy rất nhiều dàn nhạc lớn trên thế giới, trong đó có Dàn nhạc thính phòng London, Dàn nhạc thính phòng New York và Dàn nhạc giao hưởng London. Morricone cũng là người chỉ huy chính cho Dàn nhạc giao hưởng Rome kể từ giữa thập niên 90. Ông vẫn cùng các dàn nhạc trình diễn 200 buổi mỗi năm. Năm 2013, ông tổ chức 1 tour diễn nhỏ vòng quanh thế giới kỷ niệm 50 năm sự nghiệp sáng tác nhạc phim của mình.
Năm 2007, Morricone được trao Giải Oscar danh dự "cho những đóng góp lộng lẫy trên nhiều phương diện về cả nghệ thuật lẫn âm nhạc". Ngoài ra, ông cũng từng được đề cử giải Oscar 5 lần trong giai đoạn 1979–2001.
Năm 2016, Morricone lần duy nhất giành được Giải Oscar cho nhạc phim hay nhất với bộ phim The Hateful Eight của Quentin Tarantino, tại thời điểm đó trở thành người lớn tuổi nhất được đề cử cho hạng mục này. Những thành tựu khác của ông bao gồm ba Giải Grammy, ba giải Quả cầu vàng, sáu giải BAFTA, 10 giải David di Donatello, 11 giải Nastro Guyrgento, hai Giải thưởng điện ảnh châu Âu, Sư tử vàng và Giải thưởng âm nhạc Polar năm 2010. Morricone đã ảnh hưởng đến nhiều nghệ sĩ từ việc sáng tác nhạc phim cho đến các phong cách và thể loại khác, bao gồm Hans Zimmer, Danger Mouse, Dire Straits, Muse, Metallica, và Radiohead.